# Siete jefes de los magiares

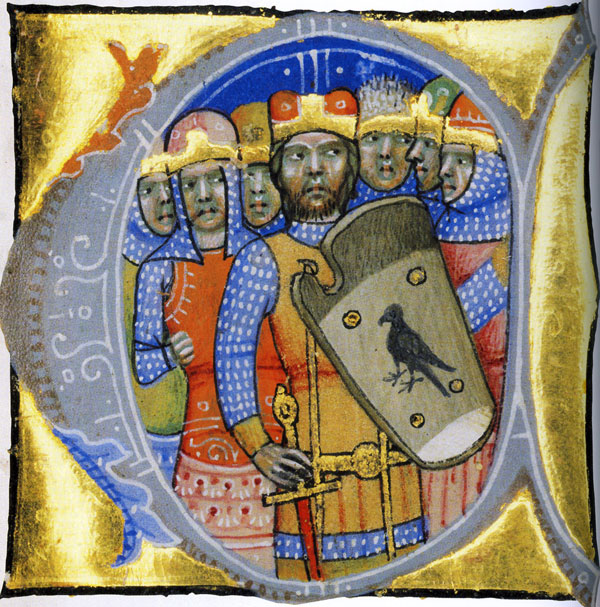
Los siete jefes de las tribus magiares en la Chronicon Pictum.

Los jefes. Detalle del ciclorama de Árpád Feszty, titulado Llegada de los húngaros.

Siete jefes de los magiares es la denominación mítica de los líderes de las siete tribus magiares en el momento de su llegada a la llanura panónica en 896. Desde mediados del siglo IX las siete tribus habían formado una confederación (Hétmagyar -"los siete magiares"-) sacralizada por un pacto de sangre entre sus jefes que implicaba lealtad eterna a su líder, Álmos.
El emperador bizantino Constantino VII nombra, en De Administrando Imperio, a las siete tribus sin indicar el nombre de sus jefes, y describe algunos aspectos del liderato. Esa lista puede ser verificada con la toponimia de los asentamientos húngaros. Otras listas, que sí aportan nombres de los "jefes" no pueden ser tomadas como un dato verificable, ya que diferentes crónicas dan listas contradictorias.

## Según Anonymus
Un cronista húngaro conocido como Anonymus, autor de la Gesta Hungarorum, nombra los siete jefes como:
- Álmos, padre de Árpád.
- Előd, padre de Szabolcs.
- Kend (Kond, Kund), padre de Korcán (Kurszán).
- Ond, padre de Ete.
- Tas, padre de Lél (Lehel).
- Huba
- Tétény (Töhötöm), padre de Horka.

Muy probablemente, los personajes nombrados en esta lista fueron reales y personalidades significativas, pero la lista, como la de los siete jefes que iniciaron la conquista de la Llanura Panónica, es ciertamente falsa. Constantino VII nombra a Tas como nieto de Árpád. Los parentescos entre los primeros líderes húngaros son objeto de debate entre los historiadores.

## Según Simón de Kéza
El cronista húngaro Simón de Kéza nombra siete capitanes que encabezaban siete tribus:
- Árpád, hijo de Álmos, que era hijo de Előd, que era hijo de Ügyek.
- Szabolcs
- Gyula
- Örs
- Künd, padre de Kusid y Kupian.
- Lél
- Vérbulcsú, cuyo nombre tiene su origen en lo que de él se dice: «su padre fue asesinado por los alamanes en la batalla de Krimhild», y, en venganza, «bebió la sangre de algunos, como vino».

Esta lista, que tiene más elementos legendarios, es aún menos creíble que la de Anónimo, ya que sólo Árpád y Szabolcs vivieron en la época de la conquista.